# Dammaj
Dammaj (arabe : دماج) est un village dépendant du gouvernorat de Sa'dah, situé au nord-ouest du Yémen, à la frontière de l'Arabie saoudite et peuplé d'un peu plus de quinze mille habitants.
Il est désormais très connu dans le monde musulman depuis que Muqbil ibn Hadi al-Wadi'i, un théologien salafiste, s'y installa à son retour d'Arabie saoudite et y établit une médersa du nom de Dar al-Hadith (arabe : دار الحديث, la maison du Hadîth) qui ne tarda pas à devenir l'une des institutions religieuses salafistes les plus renommées dans le monde musulman. Après la mort de Muqbil, ce fut Yahya al-Hajouri qui eut la direction de l'établissement.[réf. nécessaire]